# Uniklinik RWTH Aachen – Franziskus
Der Standort Franziskus ist ein Krankenhaus der Uniklinik RWTH Aachen in Aachen. Es hat heute 160 Betten und etwa 300 Mitarbeiter.

## Geschichte

Die als Krankenhaus erweiterte ehem. Villa Giani um 1910

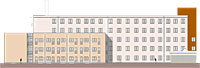
Erweiterung von 2007/8

Im Juli 1901 schlugen einige Aachener Ärzte dem seit 1842 in Eupen ansässigen Orden der Franziskanerinnen von der Heiligen Familie vor, die am Moreller Weg nahe der Lütticher Straße 1878/79 erbaute Villa Giani zu erwerben und als Krankenhaus umzubauen. Da der Orden jedoch nicht über die erforderlichen Mittel verfügte, gründeten 10 Ärzte die „Aachener Sanatoriumsgesellschaft“ und erwarben das Haus mit dem 12 000 m² großen Grundstück von der durch Leonhard Giani vertretenen Erbengemeinschaft. Die Schwestern, die sich bereit erklärt hatten, die Pflege der Kranken zu übernehmen, hatten lediglich für sämtliche Mobilien zu sorgen.
1903 wurde das Haus – offenbar durch den Architekten des Ursprungsbaus, Hermann Joseph Hürth – stilgerecht nach Westen verlängert. 1925 erfolgte eine erneute Erweiterung durch ein Schwesternwohnheim mit Kapelle im rückwärtigen Garten. Eine dritte große Erweiterung durch ein modernes Bettenhaus erfolgte 1968, um den modernen Anforderungen gerecht zu werden. Dabei wurden auch die Altbauten um ein Vollgeschoss erhöht und so umgebaut, dass ihr historischer Charakter zum Teil verloren gegangen ist. 2008/9 wurde der Pflegetrakt durchgreifend modernisiert und durch einen Anbau für das Zentrum für ambulantes Operieren erweitert.
Seit dem 1. Januar 2020 wurde das Franziskushospital von dem Universitätsklinikum Aachen übernommen und firmiert fortan unter „Uniklinik RWTH Aachen – Franziskus“. Damit einher gingen massive Umstrukturierungen der Abteilungen und Sektionen sowie die Abmeldung aus der Notfallmedizin.
Im April 2025 bestätigte die Uniklinik der RWTH, dass der aus der Villa Giani hervorgegangene Altbau an der Lütticher Straße, Ecke Sanatoriumstraße, in dem zuletzt die Krankenhausverwaltung untergebracht war, abgerissen werden soll.

## Medizinische Kompetenzen (seit 2020)
- Klinik für Dermatologie und Allergologie – Hautklinik
- Klinik für Diagnostische und Interventionelle Radiologie
- Klinik für Altersmedizin (Medizinische Klinik VI)
- Klinik für Orthopädie, Unfall- und Wiederherstellungschirurgie

Dazu gehören ferner die Sektionen für Anästhesiologie, Physiotherapie, Gelenk- und Extremitätenchirurgie und für Urologie.
Außerdem befindet sich am Standort eine Praxisklinik mit niedergelassenen Ärzten.

## Gesundheitsnetzwerk
- Zentrum für ambulantes Operieren

## Impressionen

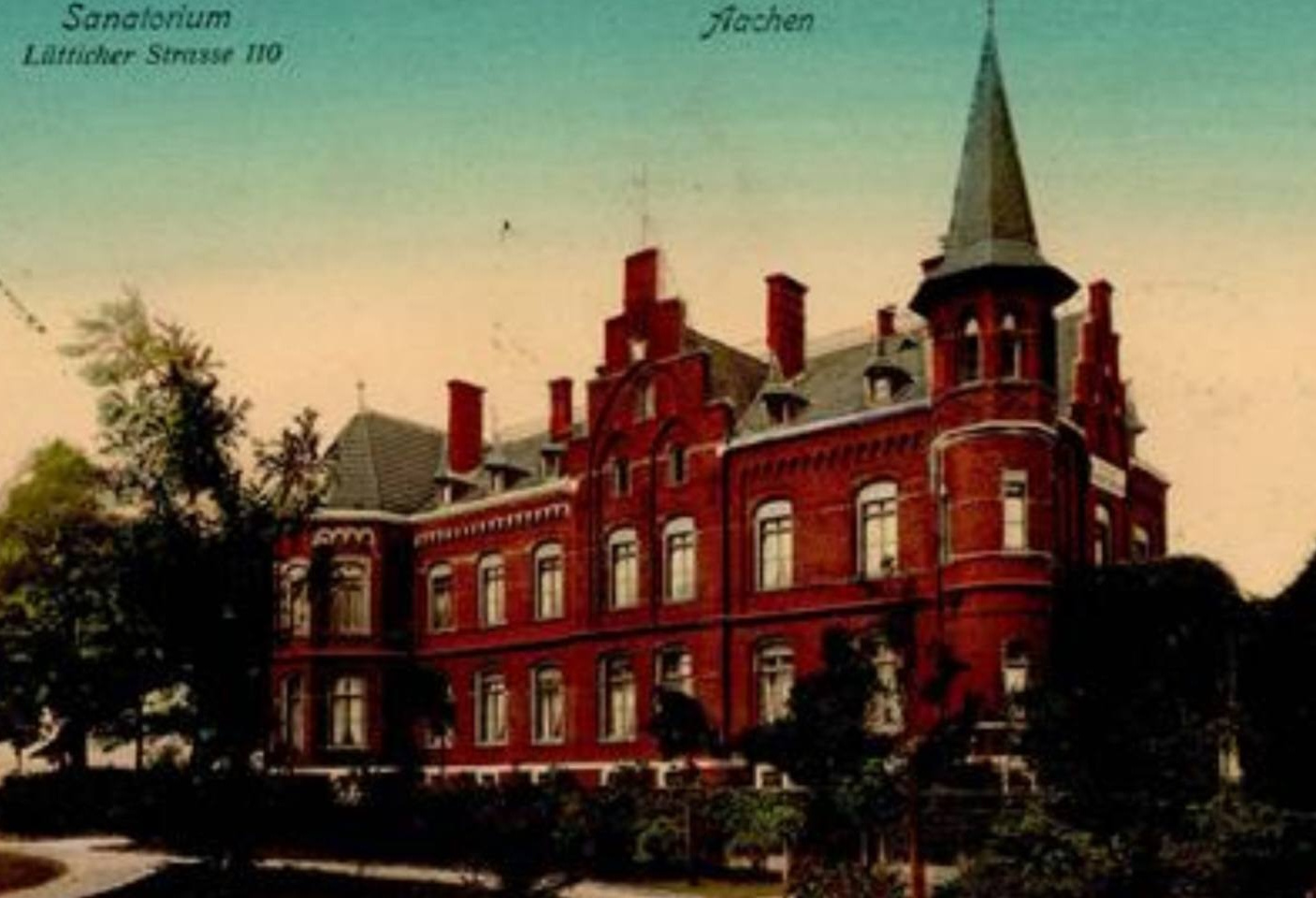
Aachener Sanatorium (ca. 1920)
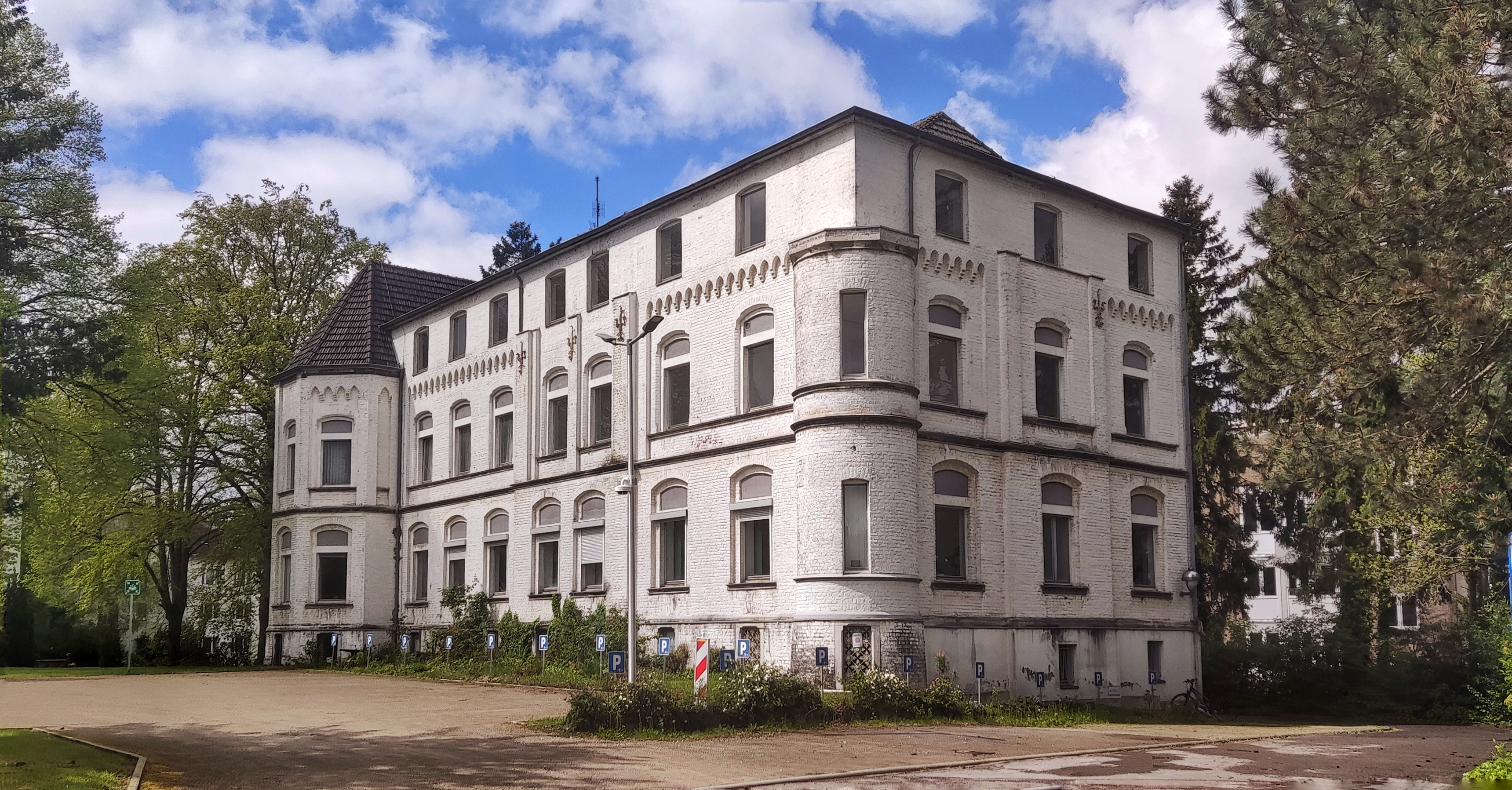
Franziskushospital nach dem Umbau (2024)
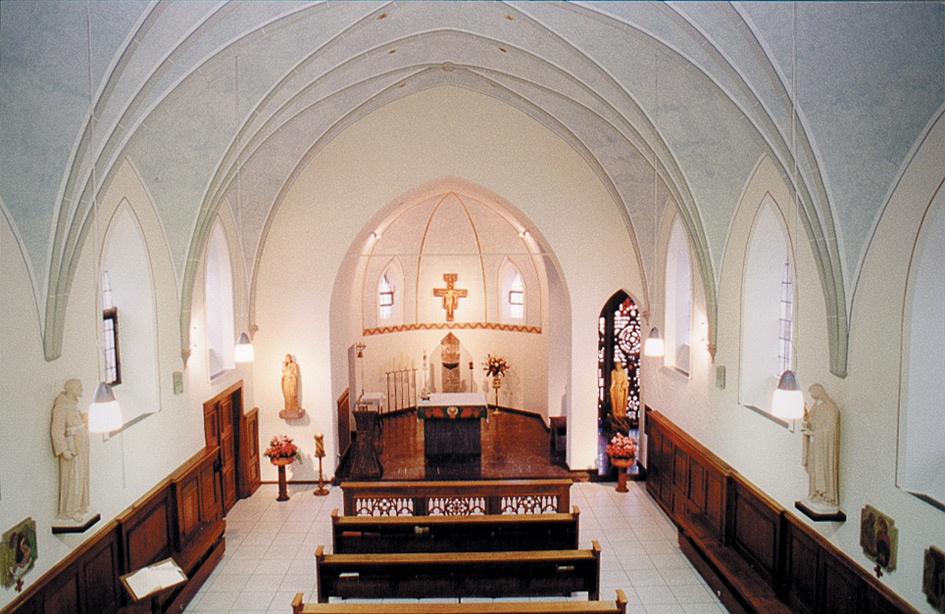
Kapelle von 1925 von innen (2024)
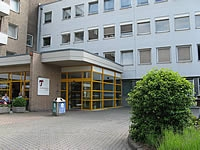
Haupteingang des Bettenhauses von 1968 (2007)